# 杂色镇
杂色镇，是中华人民共和国西藏自治区那曲市巴青县下辖的一个乡镇级行政单位。

## 行政区划
杂色镇下辖以下地区：
改玛塘社区、夺昌村、堆姆达村、扎孔果村、查斯囊村、莲乃塘村、热惹塘村、格如塘村、玛斯松多村、真达村、郭雄帕村、塔隆塘村、杂德改村、曲脏嘠村、许秀达村、夺加村、格加村、拉布阿塘村、吾松松多村、格庆村、拉隆达村、嘎隆达村、底庆达村、卡会达村、梅帕塘村、拉普玛塘村和岗巴塘村。